# Piet Dankert
Piet Dankert, né le 8 janvier 1934 à Stiens et mort le 21 juin 2003 à Perpignan, est un homme politique néerlandais membre du Parti travailliste.
Élu représentant à la Seconde Chambre des États généraux en 1968, il rejoint le Parlement européen en 1979. Président du Parlement européen du 19 janvier 1982 au 24 juillet 1984, il reste député européen jusqu'en 1989 puis est à nouveau élu de 1994 à 1999.